# Ectophylla alba
El murciélago blanco hondureño (Ectophylla alba) es una especie de murciélago microquiróptero de la familia Phyllostomidae. Tiene pelaje blanco nieve y nariz y orejas amarillas. Es pequeño, mide solamente de 3-4 centímetros y es el único miembro del género Ectophylla.

Mapa de la distribución geográfica de murciélago blanco hondureño

Se ha encontrado en Honduras, Nicaragua, Costa Rica, y oeste de Panamá a elevaciones de 700 m s. n. m. Su alimentación es, al menos parcialmente, de frutas.

## Etología

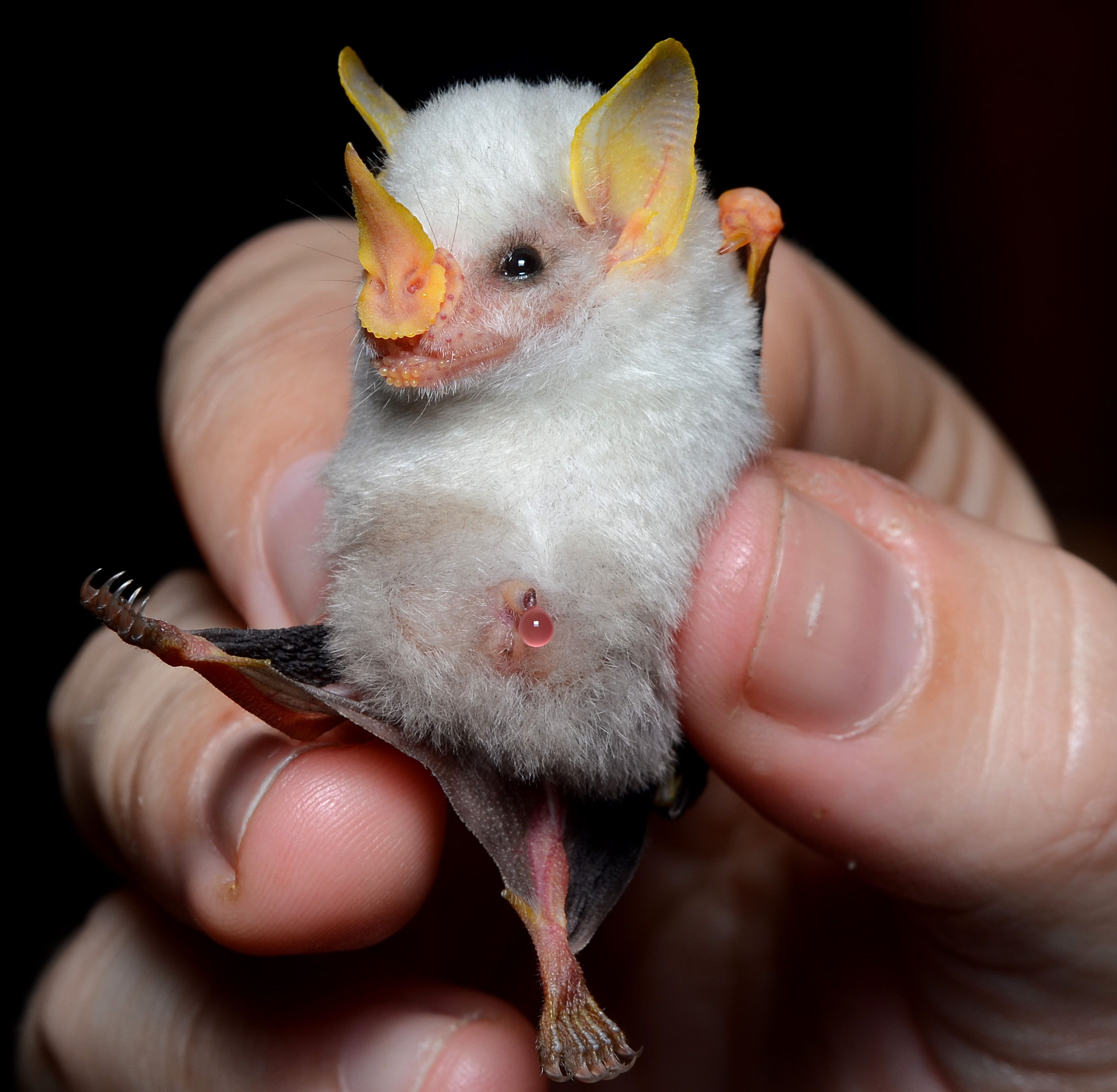
Vista frontal.

El murciélago blanco hondureño corta las venas laterales de las largas hojas de la planta Heliconia, las extiende  hacia afuera de la vena central y las dobla para formar una “carpa”. Ellos se guindan del techo de esta carpa en pequeñas colonias de más de media docena de individuos formadas por un macho y un harén de hembras. La carpa los protege de la lluvia y de los depredadores. La mayoría de los murciélagos de carpa levantan vuelo a la más mínima alteración, pero investigadores en Costa Rica sostienen que el murciélago blanco hondureño levanta vuelo solo cuando el tallo principal de la carpa es movida, posiblemente porque ellos están bien camuflados. 
Aunque sus carpas están típicamente cerca a la tierra (cerca de 1,80 m), la luz del sol se filtra a través de la hoja lo cual les da a su blanco pelaje un reflejo verdoso. Esto los oculta casi completamente si permanecen quietos. Se ha sugerido que una colonia puede tener varias carpas diseminadas en el bosque. Éste es una de las 15 especies de murciélagos de Latinoamérica que se posan en carpas. En el Viejo Mundo, en la India y el Sudeste de Asia se conocen tres especies de estas.

## En la cultura popular
- En la franquicia de videojuegos de Pokémon, el diseño de una de las criaturas llamadas Woobat  está basado en los Ectophylla alba.
- En la serie de videojuegos de Sonic el erizo el personaje de Rouge es una murciélago que comparte varias características con los murciélagos blancos hondureños.
- La serie número 50 de la franquicia de Tokusatsu Kamen Rider, Kamen Rider Revice, presenta a su héroe secundario Kamen Rider Live quien su diseño está basado en el murciélago blanco hondureño.
- En la franquicia Monster High se presenta al personaje Batsy Claro quién es hija del vampiro blanco, haciendo referencia al murciélago blanco hondureño.